# Diversité dans le mouvement open source
La diversité dans le mouvement open source représente l’hétérogénéité des profils des personnes qui font partie du mouvement open source. La faible diversité du mouvement est souvent citée comme un problème. À certains égards, il reflète celui de la disparité de genre dans l’informatique, mais il reste plus accentué. Il en va de même pour la diversité ethnique du mouvement. À l'inverse, les personnes appartenant à une minorité sexuelle y semblent proportionnellement plus nombreuses que dans la population générale.
Le sujet a été et continue d'être l’objet de controverses importantes au sein du mouvement open source, alors que différentes études montrent que les équipes diverses ont une meilleure productivité que les autres,,.

## Contexte
La question de la diversité et de l'inclusion dans les milieux Free/Libre Open Source Software (FLOSS) survient notamment après une étude publiée par la communauté européenne en 2006 qui indique que le pourcentage de femmes participantes au mouvement du logiciel libre est de 2%, un chiffre à mettre en relation avec les 28% de femmes participants au milieu du logiciel propriétaire.
En 2014 Coraline Ada Ehmke, femme transgenre,, crée le Contributor Covenant, un code de conduite utilisé dans plus de 40 000 projets open source, y compris d’importants projets tels que Linux ou Ruby on Rails ; tous les projets de Google, Microsoft et Apple,,. En 2016, elle reçoit un prix Ruby Hero en reconnaissance de son travail sur ce Covenant Contributor,.

## Obstacles à l'inclusion
Une critique courante adressée à la communauté open source est que les critiques de code contribué aux projets ont tendance à devenir des attaques personnelles. Dans l’enquête GitHub de 2017, 50 % des 5 500 répondants déclarent avoir été témoins d’interactions toxiques alors qu’ils travaillaient sur des projets open source, et 18 % d’entre eux déclarent avoir souffert d’une interaction négative. Les réponses dédaigneuses, les conflits et les propos peu accueillants sont cités comme respectivement les 3e, 4e et 6e plus gros problèmes de l’open source. Une autre étude réalisée sur GitHub cette même année a trouvé que, de manière générale, les contributions des femmes y sont mieux acceptées que celles des hommes lorsque le nom de la personne qui contribue n’indique aucun genre, mais qu’elles sont nettement plus refusées lorsqu’un prénom féminin est utilisé,,,.
Un sentiment souvent répété dans la communauté est que le conflit n’est pas répandu, mais rendu très visible en raison de la nature publique des forums et des listes de diffusion. Les statistiques rendent cependant cette idée discutable. Certains membres de la communauté citent la toxicité de celle-ci comme la principale raison du problème de diversité en open source.

### Sexisme
Le sexisme du logiciel libre, et l'invisibilisation des femmes dans ce milieu va de pair avec un récit glorificateur autour de figures masculines comme Richard Stallman et Eric Raymond, alors que le terme d'open source lui même aurait été inventé par Christine Peterson,,. Angela Byron souligne le rôle des blagues sexistes qui ont tendance à faire partir les femmes.
Le sexisme des leaders charismatiques de l'open source est souvent mis en avant comme contribuant au climat empêchant davantage de femmes de s'investir. En 2021 une pétition contre le retour de Richard Stalman à la Free Software Foundation circule, en raison de ses prises de positions passées et polémiques concernant les relations sexuelles entre adultes et enfants et adolescents,,.

## Diversités

### Diversité des genres
Le déséquilibre des genres dans l’open source est plus élevé que celui qui existe à l’échelle de l’informatique,. Il a été observé par un certain nombre d'enquêtes, qui constatent une proportion d’entre 1 et 10 % de femmes dans le mouvement :
- Une enquête de 2002 auprès de 2 784 développeurs de logiciels open source a trouvé que 1,1 % d'entre eux étaient des femmes[32] ;
- Une enquête de 2013 auprès de 2 183 contributeurs open source a trouvé que 81,4 % étaient des hommes et 10,4 % des femmes[33]. Cette enquête comprenait à la fois des contributeurs de logiciels et non-logiciels, et les femmes étaient beaucoup plus susceptibles d’être dans la seconde catégorie[34] ;
- Une enquête de 2017 auprès de 5 500 contributeurs à des projets sur la plateforme GitHub révèle que 95 % des contributeurs sont des hommes et 3 % des femmes[35] ;
- Une étude de Stefano Zacchiroli de 2020 explorant 120 millions de projets open-source des 50 années précédentes note que les modifications réalisées par les femmes augmentent sur toute la période et atteignent 10 % pour la première fois en 2019[36].

#### Women in Open Source Awards

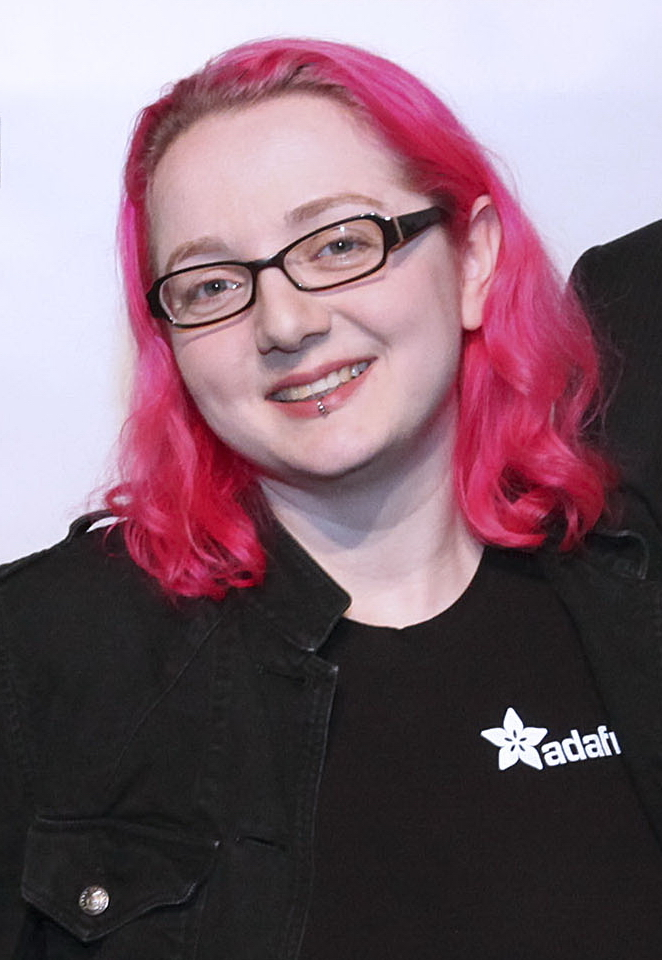
Limor Fried, lauréate du prix de la communauté en 2019.

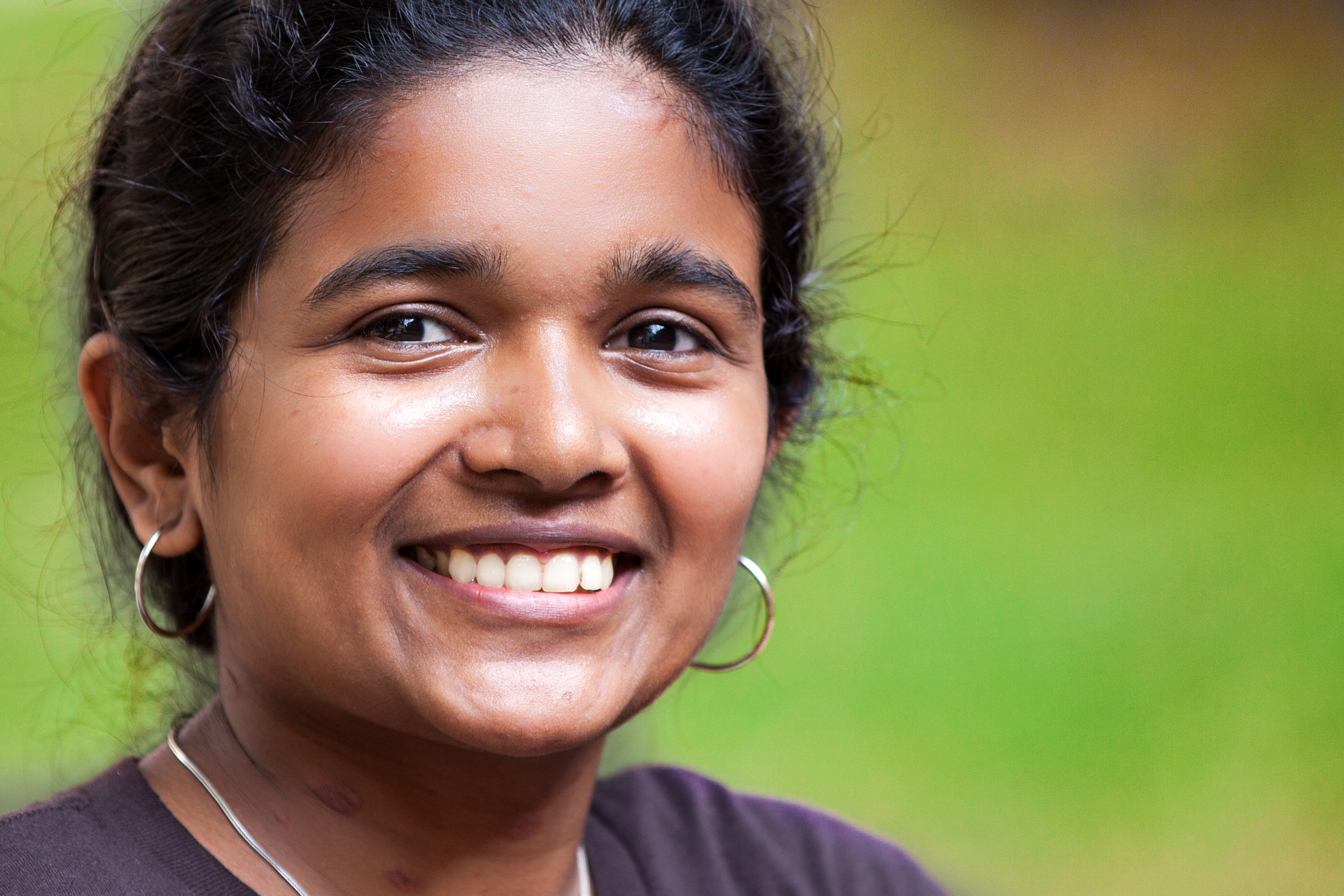
Netha Hussain, lauréate du prix académique en 2020.

En 2015, l’entreprise Red Hat lance les Women in Open Source Awards (« prix des femmes dans l’open source »). Les gagnantes sont :
- 2015 :
  - prix académique : Kesha Shah
  - prix de la communauté : Sage Sharp
- 2016 :
  - prix académique : Preeti Murthy
  - prix de la communauté : Jessica McKellar
- 2017 :
  - prix académique : Jigyasa Grover
  - prix de la communauté : Avni Khatri
- 2018 :
  - prix académique : Zui Dighe
  - prix de la communauté : Dana Lewis
- 2019 :
  - prix académique : Saloni Garg
  - prix de la communauté : Limor Fried
- 2020 :
  - prix académique : Netha Hussain
  - prix de la communauté : Megan Byrd-Sanicki

### Diversité culturelle
Les personnes noires et latino-américaines sont sous-représentés. Contrairement au biais de genre, le biais culturel (« race and ethnicity diversity » en anglais) ne fait l’objet que de peu de recherche.

### Diversité des minorités sexuelles
Les membres de minorités sexuelles représentent une part plus importantes des contributeurs dans l’open source que dans la population totale. L’enquête de GitHub en 2017 a révélé que 7 % des contributeurs étaient LGBT contre 4 % dans la population générale. Une enquête menée en 2018 par Stack Overflow a révélé que 6,7 % des 100 000 répondants s’identifiaient comme LGBT+, et 0,9 % comme non-binaire ou transgenre.
Plusieurs organisations ont été créées dans le but de renforcer la visibilité des membres LGBT+ dans la communauté open source, telles que Trans * H4ck, Trans*Code et Lesbians Who Tech.
Les membres LGBT+ notables de la communauté open-source incluent : 
- Coraline Ada Ehmke, femme transgenre[7],[8], créatrice du code de conduite Contributor Covenant, utilisé par d’importants projets tels que Linux ou Ruby on Rails ;
- Jon « Maddog » Hall, homosexuel[43], membre du conseil d'administration du Linux Professional Institute et l’un des premiers promoteurs de Linux ;
- Sage Sharp, non-binaire[44], mainteneur du noyau Linux jusqu'en 2015.

### Diversités d’âge
La population contributrice à l’open-source est majoritairement jeune.

## Organisations
LinuxChix est une communauté Linux orientée vers les femmes qui encourage la participation à Linux en créant des environnements sans conflit et stimulants pour les femmes. L'initiative en faveur de la diversité, EquitableTech, cible les minorités dans les logiciels libres en offrant une formation aux étudiants noirs et latinos en informatique, dans le but d'accroître la diversité dans les logiciels libres. Plusieurs organisations ont été créées dans le but de renforcer la visibilité des membres LGBT+ de la communauté du logiciel libre. Parmi les exemples, on peut citer Outreachy,  Trans*H4CK, Trans Code et Lesbians Who Tech.Trans*H4CK a été le premier hackathon transgenre avec pour objectif de sensibiliser aux questions spécifiques à la communauté transgenre. Après son lancement en 2013, il a permis d'accroître la visibilité des technologues et entrepreneurs transgenres dans l'industrie technologique.